# Theo Meijer
Theodorus („Theo”) Johannes Meijer (ur. 18 lutego 1965 w Amersfoort) – holenderski judoka, zdobywca brązowego medalu na letnich igrzyskach olimpijskich w Barcelonie w kategorii do 95 kg.